# Gran sello del estado de Alabama
El Gran Sello del Estado de Alabama fue diseñado en 1817 por William Wyatt Bibb, gobernador del Territorio de Alabama y primer gobernador del estado.

## Historia
Cuando el Territorio de Alabama se convirtió en un estado de la Unión, en 1819, la Legislatura estatal aprobó el diseño del gobernador Bibb como el sello oficial del estado.
El sello representa un mapa que muestra uno de los más valiosos recursos del estado, sus principales ríos. El diseño de Bibb sirvió como sello oficial hasta 1868, cuando fue sustituido por un polémico diseño, el cual representaba un águila americana posada sobre el escudo americano y con una banda en el pico que decía «Here we rest» (Aquí descansamos). La legislatura y el gobernador Frank M. Dixon restauraron el diseño original del gobernador Bibb en 1939, manteniéndose sin cambios desde entonces.

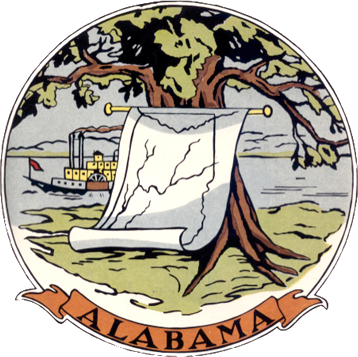
Sello de 1817-1868
Sello de 1868-1939
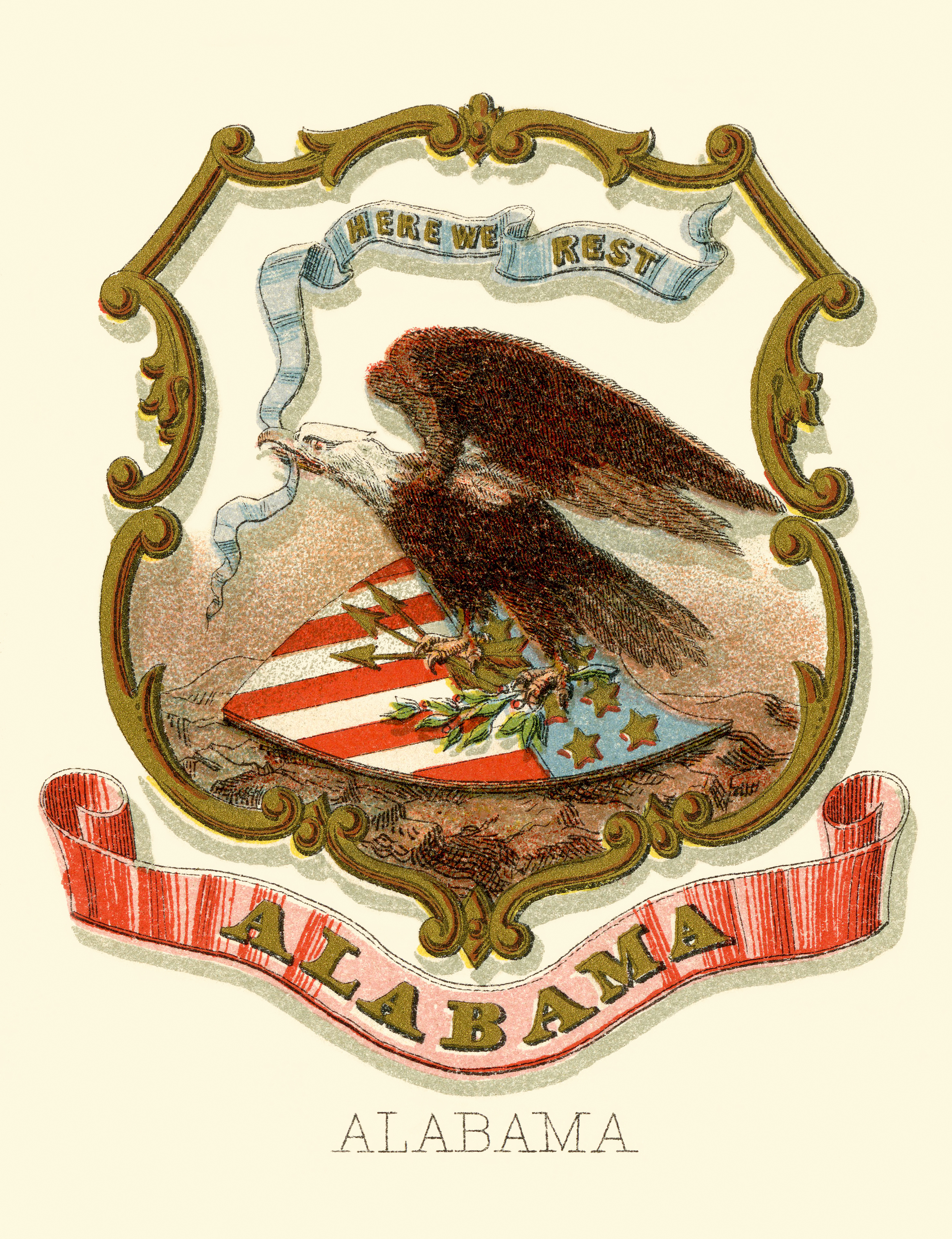
Escudo de armas (ilustrado, 1876)

## Sello del Gobernador
También hay un sello del gobernador de Alabama. A diferencia del sello del estado sin embargo, se utiliza el escudo de armas de Alabama, en lugar de un mapa del Estado, ya que es motivo central.

Sello de armas del Gobernador de Alabama
Sello de armas del Gobernador Electo de Alabama
Sello de armas del Vicegobernador de Alabama
Sello de armas del Presidente de la Cámara de Representantes de Alabama
Sello de armas del Sistema Judicial Unificado de Alabama
Sello de armas del Procurador General de Alabama
Sello de armas de la Junta de Indultos y Libertad Condicional de Alabama
Sello de armas de la Agencia para el Manejo de Emergencias de Alabama
Sello de armas del Departamento de Agricultura e Industrias de Alabama
Sello de armas del Departamento de Correcciones de Alabama
Sello de armas del Departamento de Seguridad de Alabama
Sello de armas del Departamento de Trabajo de Alabama
Sello de armas del Departamento de Salud Pública de Alabama
Sello de armas del Departamento de Seguridad Pública de Alabama
Sello de armas del Departamento de Transporte de Alabama
Sello de armas del Departamento del Tesoro de Alabama
Sello de armas de la Comisión de Valores de Alabama
Sello de armas de la Guardia Nacional de Alabama
Escudo de armas de las Fuerzas de Defensa del Estado de Alabama